# کلوسوس نرون

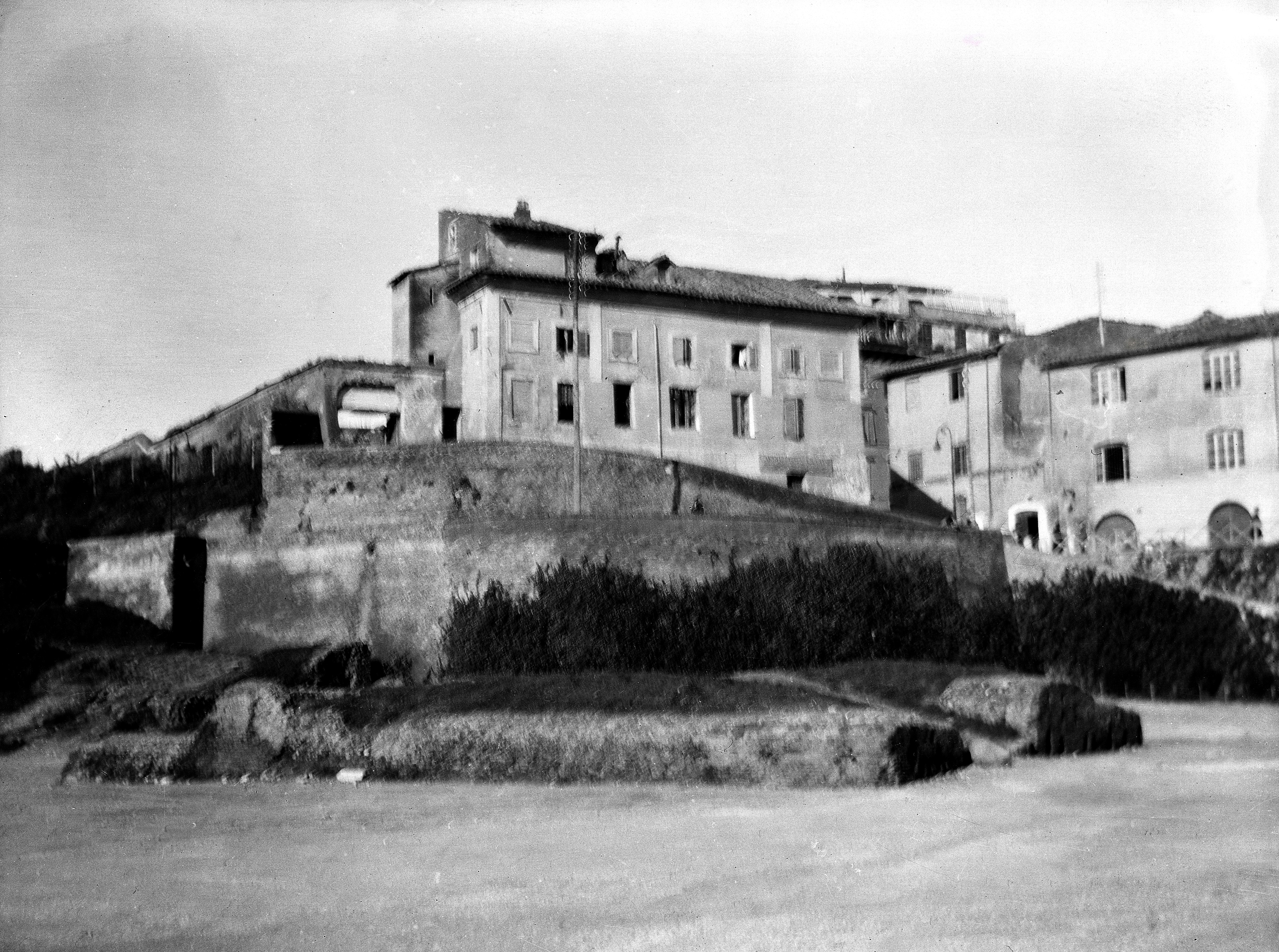
مجموعه ویلایی امپراتوری

کلوسوس نرون (انگلیسی: Colossus of Nero) تندیس ۳۰ متری برنزی بود که امپراتور نرون (۳۷–۶۸ پس از میلاد) در هشتی Domus Aurea خود، مجموعه ویلایی امپراتوری ساخت. که منطقه وسیعی را از سمت شمالی تپه پالاسیوم، در سراسر لبه ولیان تا تپه اسکولین را در بر می‌گرفت. این مجسمه توسط جانشینان نرون به مجسمه ای از خدای خورشید سول (اسطوره روم) تغییر یافت.